# シティ・オブ・ランドウィック
シティ・オブ・ランドウィック（City of Randwick）は、オーストラリア・ニューサウスウェールズ州の地方公共団体。シドニー東部に位置する。

## 概要
シティ・オブ・ランドウィックは、面積36平方キロメートルの中にさまざまなランドマークを有する自治体である。域内北部にあるシドニー最大の公園の1つであるセンテニアル・パークは、シティ・オブ・シドニーとの境界をなす。また、オーストラリアでも国際レースが開催されるランドウィック競馬場がある。ニューサウスウェールズ大学（UNSW）があることから、教育の拠点としての性格をも有す。区域の東部は、タスマン海に臨み、クージー、マルーブラといったシドニー有数のビーチを抱える。
区域の南部はボタニー湾に臨み、工業地帯であると同時に、ミッション:インポッシブル2やSBSのTVドラマであるイースト・ウェスト 101（en）の撮影現場で、かつての囚人収容施設であったベア島を抱える。ベア島を含む一帯は、ボタニー・ベイ国立公園に含まれている。また、ベア島を抱えるサバーブラ・ペルーズはシドニーにおいて最大規模のアボリジニ共同体がある。
商業の中心は、市庁舎がおかれるランドウィック（en）、学生街と同時に中国人街・インドネシア人街の性格を有するキングスフォード（en）、市域南部の交通の拠点であるマルーブラ・ジャンクション（en）及びマトラーヴィル（enにある。
オーストラリア陸軍第2司令部がランドウィックにある。また、マラバル（en）には、1909年に開設されたロングベイ矯正施設が設けられている。

## 歴史
アボリジニがシティ・オブ・ランドウィックの区域に住み始めたのは、おおよそ1万年前のことである。彼らは、キャディガル族（en）と考えられている。彼らの生活は、主に狩猟生活によって営まれてきた。
しかし、ヨーロッパ人がオーストラリア人に移住してから、ヨーロッパ人が持ち込んだ疫病、あるいは、軍事衝突の結果、彼らの数は大きく減り、19世紀半ばには、徹底的に破壊されてしまった。
ランドウィックという名前は、シティ・オブ・ランドウィックの最初の市長となったシメオン・ヘンリー・ピアース（Simeon Henry Pearce）の生地であるイングランドのグロスタシャーの村の名前である。1880年代までは、シティ・オブ・ランドウィックに居住しているのは少数の富農と貧困にあえぐ人々であった。しかし、この時代に、路面電車がシドニー中心部から建設されたことで、都市としての発展を遂げることとなった。
1949年に、ニューサウスウェールズ大学の前身であるニューサウスウェールズ工科大学が、ケンジントンに建設された。

## 人口動態
オーストラリア統計局の統計局に基づくと、2006年6月末現在、127,948人が居住していた。この数字は、ニューサウスウェールズ州で19番目に大きい数字である。

## 構成サバーブ

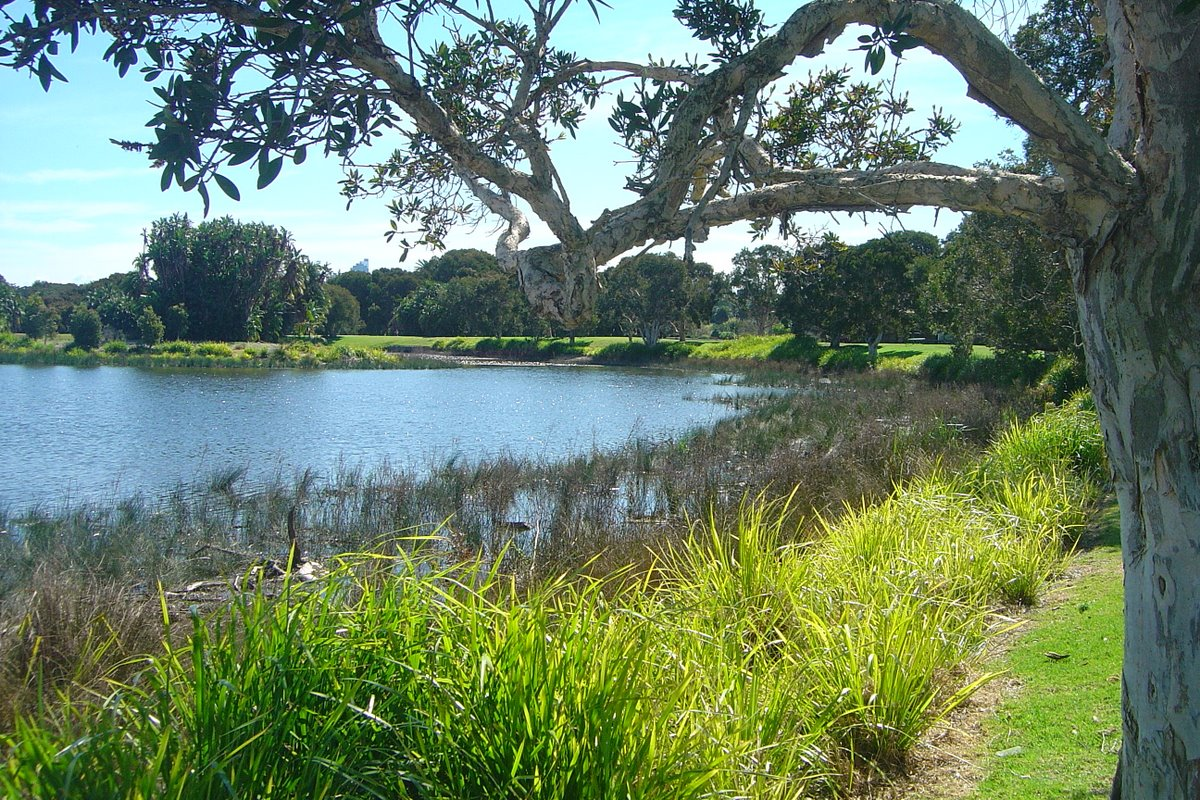
センテニアル・パーク

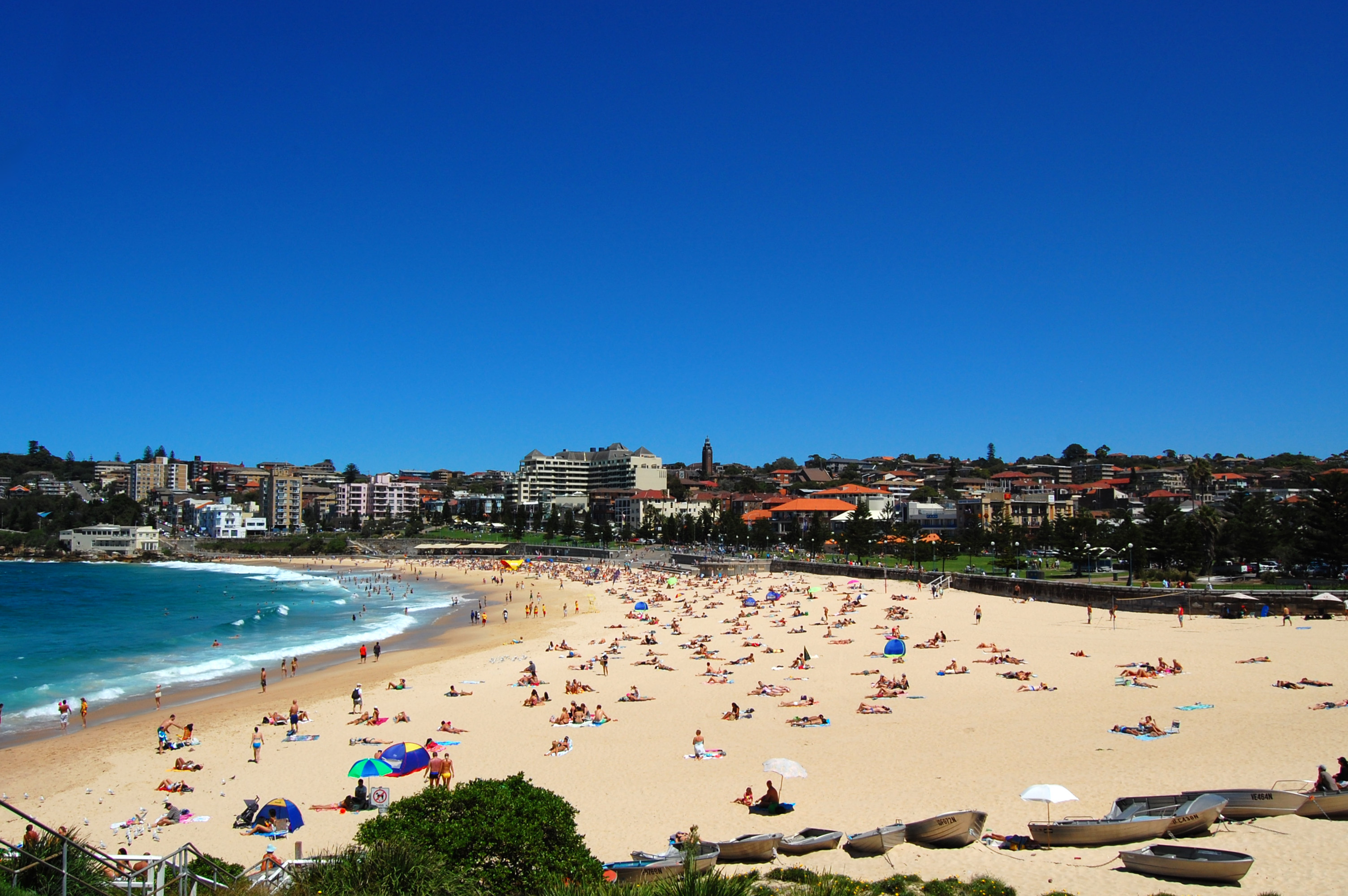
クージー・ビーチ

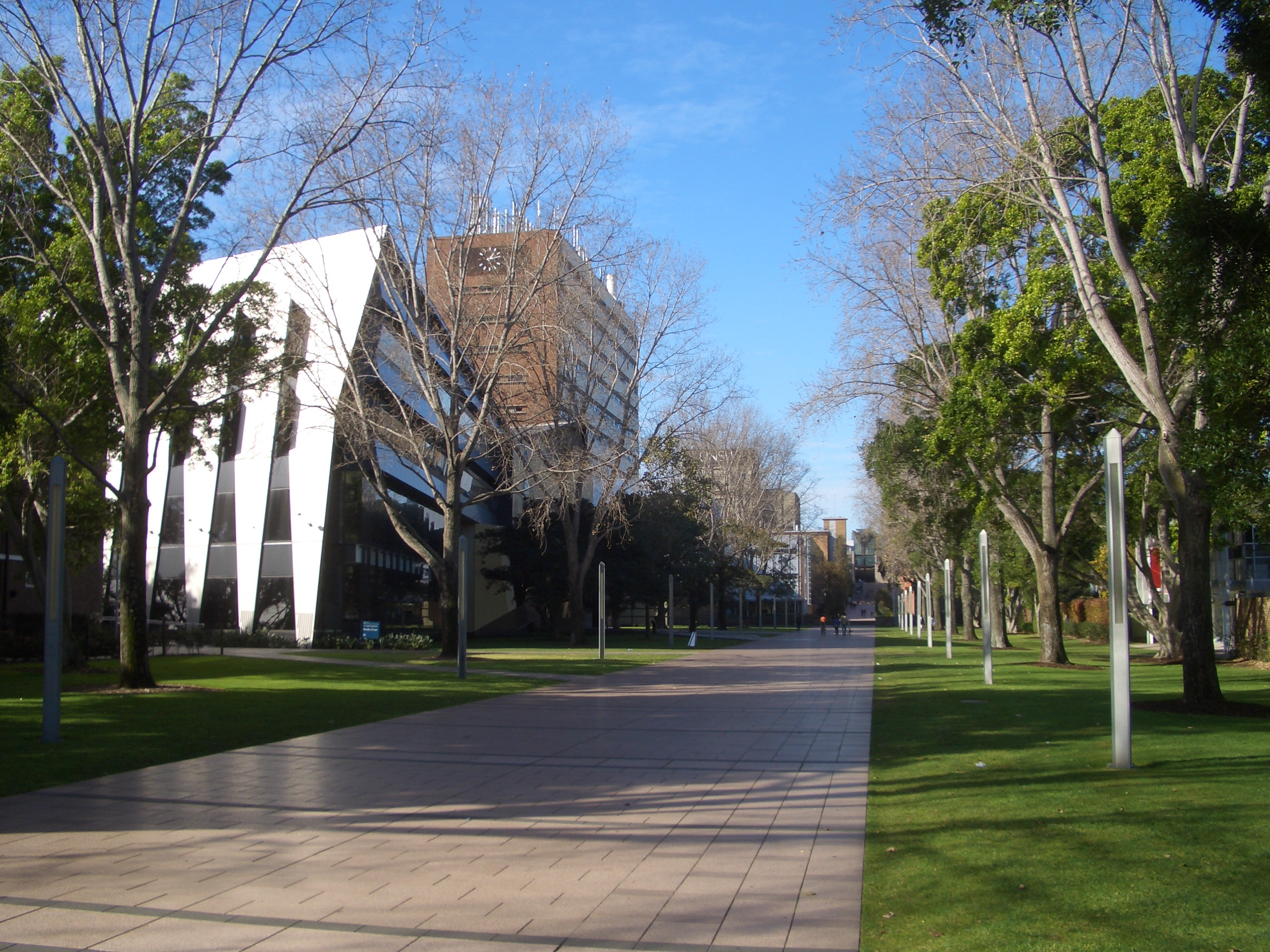
ニューサウスウェールズ大学

- センテニアル・パーク（Centennial Park）
- チーフリー（Chifley）
- クローヴェリー（Clovelly）
- クージー（Coogee）
- ケンジントン（Kensington）
- キングスフォード（Kingsford）
- ラ・ペルーズ（La Perouse）
- リトル・ベイ（Little Bay）
- マラバル（Malabar）
- マルーブラ（Maroubra）
- マトラーヴィル （Matraville）
- フィリップ・ベイ（Phillip Bay）
- ポート・ボタニー（Port Botany）
- ランドウィック（Randwick）
- サウス・クージー（South Coogee）

## 議会
ランドウィック市議会は、15人の議員で構成される、5つの選挙区から選出される 。1つの選挙区の定員は5でそれぞれの選挙区から3人の議員が選出される。任期は4年。
市長は改選後最初の議会で、15人の議員から選出される。最新の選挙は2012年9月8日に実施された。オーストラリア自由党とオーストラリア労働党がそれぞれ6議席を分け合い、オーストラリア緑の党が2議席、無所属1議席。市長は、オーストラリア労働党のTony Bowen。

## 商業スペース。
ランドウィックは主に住宅地である。 ランドウィック競馬場は、郊外の北西端にある広大な敷地を占めている。プリンス・オブ・ウェールズ病院、王立女性病院、シドニー小児病院、プリンス・オブ・ウェールズ私立病院は、バーカー・ ストリート、アボカ・ストリート、ハイ・ストリート、ホスピタル・ロードに囲まれた広大なランドウィック病院の敷地内にある。 キャンパス内には多くの教育・研究施設もある。 ランドウィック・キャンパス再開発プロジェクトと呼ばれる大規模プロジェクトの一環として、キャンパスは拡張され、ケンジントンやキングスフォードとの郊外境界線まで西に拡大される。 プリンス・ヘンリー病院もランドウィックにある。
ランドウィックは、ビーチ、大学、病院に近いため、需要の高い賃貸市場です。
主な商業地域はベルモア・ロードが中心である。 ベルモア・ロードの両側には2つのショッピングセンター（ロイヤル・ランドウィック・ショッピングセンターとランドウィック・プラザ、コールス・スーパーマーケットが入っている）があり、ベルモア・ロードには多くの小売店がある。 アヴォカ・ストリートは、150年の歴史を持つコーチ・アンド・ホーセズ・ホテルがあり、トレードでも人気がある。賑やかな2つの通りが交わる場所には、外にはキャプテン・クックの銅像がある歴史的な砂岩の建物、グルメなクックハウスがあり、戦争記念碑のあるハイ・クロス・パークがある。1キロ圏内には、美味しい食事とビーチの素晴らしい景色を楽しめるショッピングエリア、クージーがある。セント・ポールズ・ロードの交差点は、人気のレストランやカフェ、レジャー施設があることでも知られている。ランドウィックの主な歓楽街は、郊外の南東に位置するザ・スポットで、1930年代に建てられた有名なアール・デコ調の映画館ランドウィック・リッツ のほか、数多くのカフェ、バー、レストランがある。